# Twilight Time (álbum)
Twilight Time es el segundo álbum de estudio de la banda finlandesa de power metal Stratovarius. Salió a la venta el 2 de octubre de 1992 por el sello discográfico Shark Records. Cuenta con 8 canciones en todas sus versiones. El bajista Jari Behm apareció en el libro de fotografías como si hubiera participado, pero fue Timo Tolkki quien tocó el instrumento en todas las canciones. El álbum en 5 meses ya estaba en el Top 10 de discos de importación de Japón. 
«Break The Ice» es la primera canción del disco que se lanzó como EP en vinilo en 1991 por el sello discográfico Bluelight Records. En 1992 fue elegida como el nuevo videoclip, fue grabado en un pequeño club de rock en Finlandia, "Finnish TV Broadcast" para la presentación del disco.

## Listado de canciones
Toda la música compuesta por Timo Tolkki. 
| N.º | Título                        | Duración |  |
| 1.  | «Break the Ice»               | 4:42     |  |
| 2.  | «The Hands of Time»           | 5:35     |  |
| 3.  | «Madness Strikes at Midnight» | 7:19     |  |
| 4.  | «Metal Frenzy»                | 2:20     |  |
| 5.  | «Twilight Time»               | 5:50     |  |
| 6.  | «The Hills Have Eyes»         | 6:19     |  |
| 7.  | «Out of the Shadows»          | 4:09     |  |
| 8.  | «Lead Us into the Light»      | 5:45     |  |

## Miembros
- Timo Tolkki - Guitarra, bajo, voz
- Antti Ikonen - Teclado
- Tuomo Lassila - Batería

## Compositores
- Tuomo Lassila
- Timo Tolkki